# Atractus zgap
Atractus zgap (лат.) — вид змей рода Atractus из семейства ужеобразных. Эндемик высокогорных районов Эквадора. Назван в честь Зоологического общества по защите и сохранению видов и популяций (ZGAP, Zoological Society for the Conservation of Species and Populations).

## Описание
Основной цвет спины коричневый со слабыми тёмными продольными линиями; брюхо жёлтое с мелкой коричневой крапинкой. Длина SVL — 376 мм у голотипа самки, а длина его хвоста 37 мм. В короткой нижней челюсти 7 зубов.
Обнаружены только из пяти местонахождений вдоль долины Рио-Кихос, провинция Напо, на амазонских склонах Анд в северо-восточном Эквадоре, на высотах 1460–1703 м над уровнем моря. Большинство особей Atractus zgap были найдены днём спрятавшимися под камнями, среди трав или зарытыми в мягкую почву на плантациях и в сельских садах рядом с остатками родного леса. Ночью их видели переползающими сельские дороги. Время от времени в солнечные дни сразу после дождя можно увидеть особей, ползающих по тротуару или по гравийным дорогам.